# عدد صوفي جيرمين الأولي
في نظرية الأعداد، عدد أولي p هو عدد أولي لصوفي جرمين إذا كان 2p+1 عددا أوليا أيضا. على سبيل المثال, 23 هو عدد أولي لصوفي جرمين ، لأن 2*23+1=47 هو عدد أولي أيضا.
سميت هذه الأعداد هكذا نسبة لعالمة الرياضيات الفرنسية صوفي جرمين.
استعملت صوفي جرمين أعدادها هذه أثناء محاولتها تحليل مبرهنة فيرما الأخيرة. لهذه الأعداد أيضا تطبيقات في التشفير باستخدام المفتاح العام واختبار أولية عدد ما. يعتقد بدون برهان أن عدد أعداد صوفي جيرمين الأولية غير منته.
ولا تنطبق هذه القاعدة على كل الاعداد الأولية فمثلا لا تنطبق على العدد 7.